# Roddam, Indien
Roddam är en ort i Indien.   Den ligger i distriktet Anantapur och delstaten Andhra Pradesh, i den södra delen av landet, 1 600 km söder om huvudstaden New Delhi. Roddam ligger 578 meter över havet och antalet invånare är 36 676.
Terrängen runt Roddam är platt, och sluttar norrut. Runt Roddam är det ganska tätbefolkat, med 144 invånare per kvadratkilometer. Roddam är det största samhället i trakten. Trakten runt Roddam består till största delen av jordbruksmark.